# Смарт-холодильник

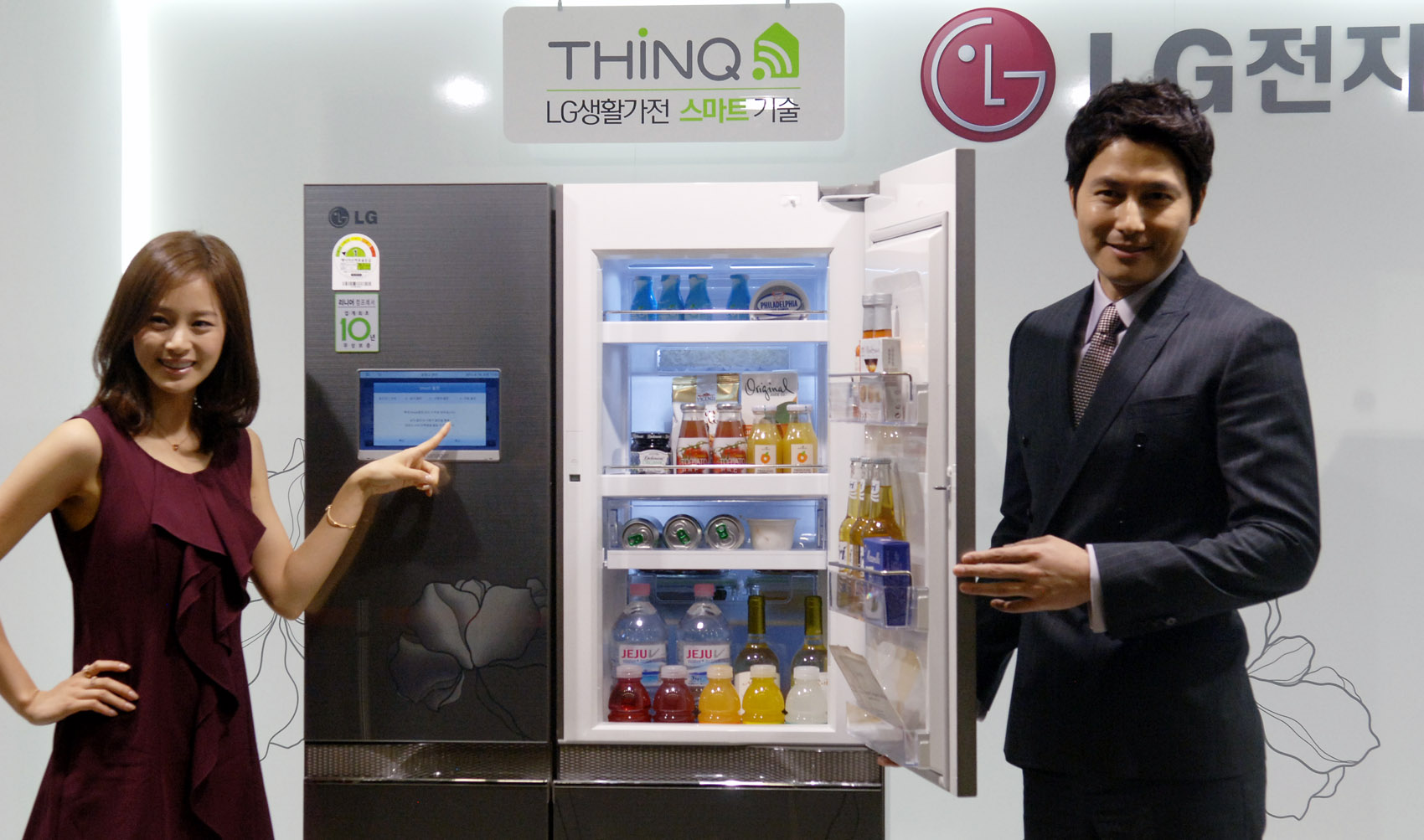
смарт-холодильник «LG»

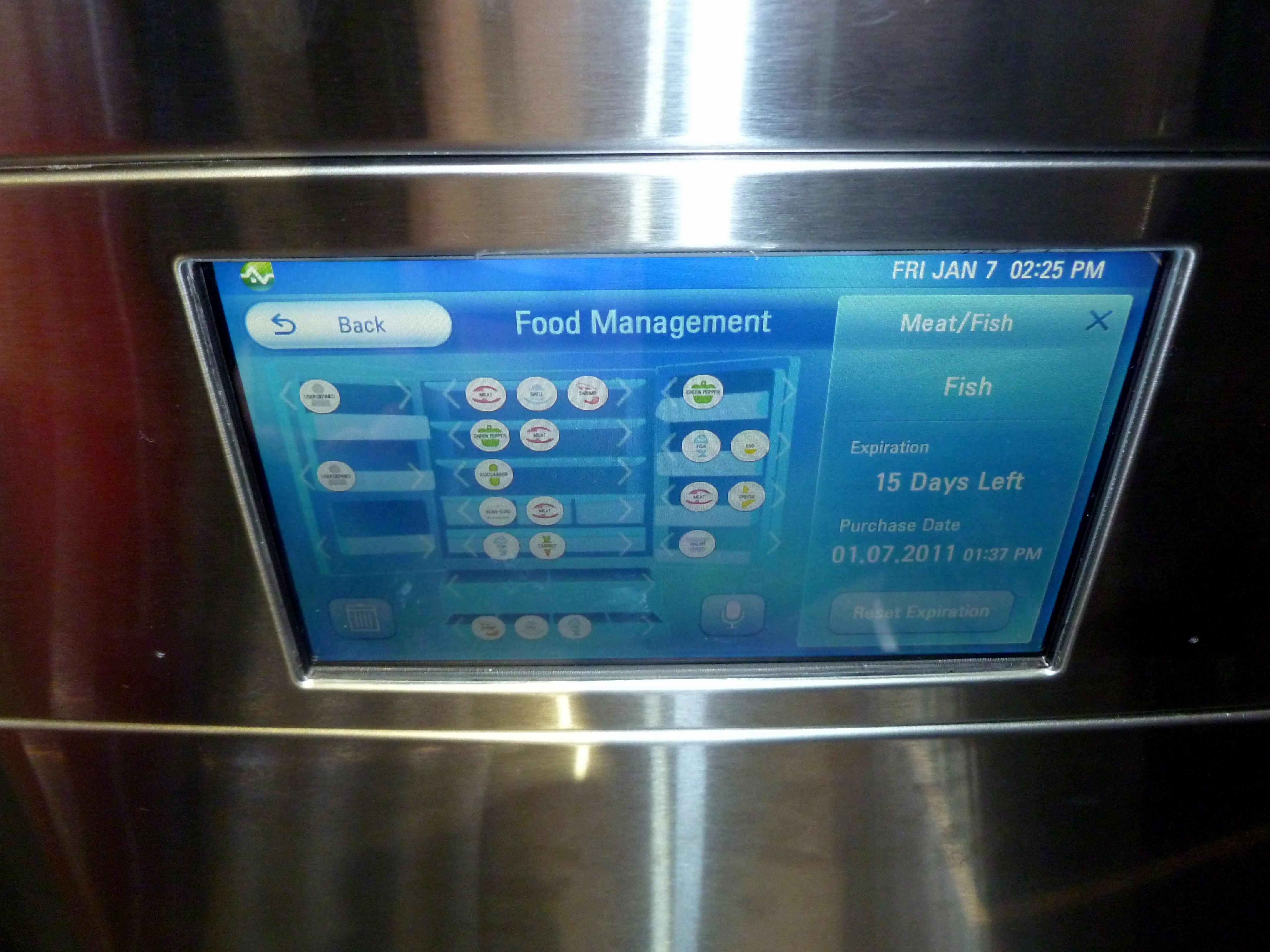
дисплей умного холодильника

Смарт-холодильник, Умный холодильник или Интернет-холодильник (англ. Smart refrigerator или англ. Internet refrigerator) — холодильник, в котором есть встроенный компьютер, имеющий сенсорный экран, подключенный к сети Интернет и иногда имеющий встроенного виртуального голосового помощника (ассистента) с элементами искусственного интеллекта. Первые интернет-холодильники появились на пике бума доткомов, в числе первых моделей — Digital Dios от LG Electronics и Screen Fridge от Electrolux.

## История
Первые интернет-холодильники имели высокую стоимость (к примеру, холодильник от LG стоил $8000). Чтобы оправдать покупку, интернет-холодильники были оснащены множеством приложений, в том числе доступом к кабельному ТВ, видеотелефоном, медиаплейером, и т.д. Некоторые производители предполагали разместить в холодильнике центральный сервер для управления умным домом, другие — для снижения стоимости покупки размещать на дисплее холодильника рекламу. Однако первые несколько лет продаж стали крайне неудачными, и к 2003—2005 году большая часть производителей бытовой техники прекратили выпуск интернет-холодильников либо не стали выводить на рынок уже разработанные и анонсированные модели.
Несмотря на неудачи, многие производители продолжают попытки выпустить коммерчески успешную модель интернет-холодильника. Основная проблема в том, что большинство функций, которыми производители оснащают интернет-холодильники, гораздо лучше выполняются с помощью других устройств, которые, как правило, у потенциальных покупателей уже есть — смартфонов, планшетов и ноутбуков. Главная функция, которой может быть обоснована покупка такого холодильника — контроль наличия и свежести продуктов — при текущем уровне развития техники не может ими выполняться в полной мере. Для этого либо при каждом обращении к холодильнику приходится вручную вводить данные о продуктах, дате производства, сроке годности, и т.д., либо оснащать каждую упаковку продукта RFID-меткой, на которую записаны все необходимые данные — но даже в этом случае остаётся множество проблем, которые не удаётся решить. Многие постоянно подключенные к интернету «умные» бытовые приборы нередко используются хакерами для распределённых атак и рассылки спама. Кроме того, со временем производители прекращают поддержку своих устройств и связанных с ними сервисов.

## В культуре
В научно-фантастическом фильме 2000 года «6-й день», показан интернет-холодильник, который сообщает герою Арнольда Шварценеггера, что молоко закончилось и просит его подтвердить новый заказ.